# Tom Baxter
Tom Baxter (nacido como Thomas Baxter Gleave, Ipswich, Suffolk, Inglaterra, 29 de octubre de 1973) es un cantante y compositor inglés residente en Londres. 

## Biografía
Nació en Ipswich, Suffolk, y creció en Cornualles con su hermana Vashti Anna, dos hermanos, Joe Spencer y Charlie Winston, y sus padres Jeff y Julie Gleave (que eran habituales en el circuito de música folk a finales de los años 60 y principios de los 70). Tom y sus hermanos usan sus segundos nombres como apellido artístico.
Después de marchar a Londres a los 19 años para estudiar música, y tras muchos conciertos en pequeños locales, sus actuaciones en el Bush Hall en Shepherds Bush y The Bedford (Balham) llamaron la atención de los sellos discográficos. Sony Music lanzó un EP homónimo a través del sello Columbia Records en mayo de 2004 e incluyó las canciones "Joanna", "Half a Man" y "My Declaration".
Su álbum debut, Feather and Stone, fue lanzado por Columbia en octubre de 2004 con gran éxito de crítica, y repetidamente emitido por la BBC Radio 2. Entre los sencillos del álbum estaban "This Boy" y "My Declaration". Al álbum le siguió por una gira por el Reino Unido. En enero de 2007, acompañó a Nerina Pallot en su gira también por el Reino Unido .
En 2007 abandona Sony y publica su segundo álbum, Skybound (lanzado el 7 de enero de 2008), grabado por libre y lanzado con el resucitado sello Charisma Records a través de EMI. El primer sencillo, "Better", salió en enero de 2008 y fue una de las canciones de la banda sonora de la película Run Fatboy Run. "Miracle" fue utilizado por la BBC para cubrir el montaje final de su cobertura de los Juegos Olímpicos y Paralímpicos. El segundo sencillo fue "Tell Her Today".
En 2008 Baxter contribuyó con la canción "Make a Stand" al álbum benéfico de Survival International, Songs for Survival. Más tarde ese año, Boyzone versionó y lanzó "Better", que alcanzó el número 22  en la lista de singles Top 40 del Reino Unido.
En 2009, "My Declaration" fue versionada por Eliza Bennett y utilizada en la banda sonora de la película Inkheart (Bennett también interpretó a la protagonista, Meggie Folchart, en la película). Una versión de "Almost There" fue la primera canción del álbum The Performance, de Dame Shirley Bassey. Baxter y la BBC Concert Orchestra acompañaron a Dame Shirley Bassey cuando interpretó la canción en el BBC Electric Proms, el 24 de octubre de 2009 en el Roundhouse de Londres, concierto retransmitido en vivo por BBC Radio 2 y por la BBC Two TV al día siguiente. La canción también se utilizó en los créditos finales de la película de 2010, Trust.

## Discografía
EP (Sony, 2004)
1. "My Declaration"
2. "Joanna"
3. "Half A Man" [Live]

Feather & Stone (Columbia, 2004)
1. "My Declaration"
2. "This Boy"
3. "Under The Thumb"
4. "Girl From The Hills"
5. "The Moon And Me"
6. "Day in Verona"
7. "All Comes True"
8. "Almost There"
9. "Don't Let Go"
10. "Scorpio Boy"

Skybound (Sylvan Records, 2007)
1. "Night Like This"
2. "Skybound"
3. "Better"
4. "Tell Her Today"
5. "Miracle"
6. "Last Shot"
7. "Tragic"
8. "Half A Man"
9. "Icarus Wings"
10. "Light Me Up"

The Uncarved Block part one (Sylvan Records, 2013)
1. "Boy Beneath The Stone"
2. "Hosanna"
3. "Lift Up My Wings"
4. "Sugarcane"
5. "Sail Away"
6. "Living"
7. "Arc Of Your Mallet"
8. "The Uncarved Block"
9. "String And Bow"
10. "Love Is Not Enough"
11. "Merry-Go-Round"

The Other Side Of Blue (Sylvan Records, 2018)
1. "The Other Side Of Blue"
2. "For Crying Out Loud"
3. "The Ballad Of Davey Graham"
4. "Black Are The Gypsy Horses"
5. "Cold"
6. "Hot Wax To A Stone"
7. "Heroes & Monsters"
8. "One Life"
9. "Do You Know Me"
10. "In Your Hands"
11. "Lover"
12. "Where The Wild River Runs"

The Uncarved Block, reedición (Sylvan Records, 2018)